# Henschoutedenia epilamproides
Henschoutedenia epilamproides är en kackerlacksart som först beskrevs av Robert Walter Campbell Shelford 1908.  Henschoutedenia epilamproides ingår i släktet Henschoutedenia och familjen jättekackerlackor. Inga underarter finns listade i Catalogue of Life.